# Bory Dolnośląskie
Bory Dolnośląskie (Duits: Niederschlesische Heide) is het grootste aaneengesloten bosgebied in Polen. Het bosgebied is gelegen in de woiwodschappen Neder-Silezië en Lubusz en heeft een oppervlakte van 1.650 km². De westelijke grens loopt gelijk met de loop van de rivier de Neisse, waarachter de Muskauer Heide bevindt. Het bos bestaat met name uit dennenbomen.
Het gebied is relatief vlak, waarbij het hoogste punt zich op 238 meter bevindt. Het bos wordt door diverse rivieren doorsneden, waardoor het bosgebied in meerdere kleine eenheden is onder te verdelen. De grootste steden nabij het bosgebied zijn: Bolesławiec, Węgliniec, Żagań, Żary, Szprotawa en Pieńsk.